# Jorge Guillén Montenegro
Jorge Guillén Montenegro (Jerez de la Frontera, 13 de gener de 1937 - 16 d'octubre de 2023) fou un jugador de bàsquet i metge especialitzat en traumatologia. Amb 1.92 d'alçada, jugava en la posició de pivot.
Tot i néixer a Jerez de la Frontera, es crià des dels quatre anys a Saragossa. S'inicià al bàsquet a La Salle de Saragossa, i als quinze anys començà a jugar al Club Ibèria. El 1960 fitxà per l'Aismalíbar, on jugaria amb Buscató i Kucharski, entre d'altres. Després jugà durant tres anys més al Águilas Bilbao. Va ser internacional amb la selecció espanyola en tretze ocasions, 3 participant en els Jocs Olímpics 1960, en què la selecció nacional va acabar en el lloc 14è.
Després de retirar-se del bàsquet professional es va establir a Barcelona, exercint de metge especialitzat en traumatologia, ingressant el 1967 als serveis mèdics del Joventut de Badalona de la mà del directiu Daniel Fernàndez. Va ser doctor de la Penya durant 45 anys. També va ser metge de la selecció de futbol sub-21, de les seleccions absolutes de bàsquet i futbol d'Espanya i membre del Comitè de Dopatge de la UEFA. L'any 1999 va rebre la medalla de Bronze de la Reial Orde del Mèrit Esportiu, atorgada pel Consell Superior d'Esports, i l'any 2010 fou nomenat Històric del Bàsquet Català.